# BRD8
BRD8‏ (Bromodomain containing 8) هوَ بروتين يُشَفر بواسطة جين BRD8 في الإنسان.